# Sticta hypopsiloides
Sticta hypopsiloides är en lavart som beskrevs av Nyl. Sticta hypopsiloides ingår i släktet Sticta och familjen Lobariaceae.   Inga underarter finns listade i Catalogue of Life.